# Tegaserod
Tegaserod (Zelnorm) je 5-4 agonist koji je proizvodio Novartis za kontrolu sindroma iritabilnih creva i konstipacije. FDA je odobrila ovaj lek 2002. On je naknadno povučen sa tržišta 2007. usled zabrinutosti oko mogućih nepoželjnih kardiovaskularnih efekata.  